# Proton VPN
Proton VPN — це служба VPN, якою керує швейцарська компанія Proton AG, яка розробила службу електронної пошти Proton Mail. Згідно з офіційним вебсайтом, Proton VPN і Proton Mail мають спільну команду управління, офіси та технічні ресурси, а керують ними зі штаб-квартири Proton у Женеві, Швейцарія.

## Особливості
Станом на 4 січня 2023 року Proton VPN має загалом 1904 сервери, розташовані в 67 різних країнах.
Хоча ProtonVPN володіє і управляє частиною своїх серверів, переважна більшість належить і управляється ASN, такими як M247 і Datacamp Limited. Сервіс доступний для Windows, MacOS, Linux, Android та iOS, а також є інструмент командного рядка для Linux і може бути втілений за допомогою протоколу IPSEC. Proton VPN також можна встановити на бездротовому маршрутизаторі.
Proton VPN використовує OpenVPN (UDP/TCP) і протокол IKEv2 із шифруванням AES-256. Компанія стверджує, що не зберігає журнали та захищає користувачів від витоків WebRTC та DNS. 
У січні 2020 року Proton VPN опублікував свій вихідний код на всіх платформах і доручив SEC Consult провести незалежний аудит безпеки. У липні 2021 року Proton VPN додав протокол WireGuard як бета-версію. 

## Прийом
В огляді TechRadar за вересень 2019 року Proton VPN отримав 4,5 з 5 зірок.
Огляд журналу PC Magazine у Великобританії за лютий 2019 року оцінив Proton VPN на 4,5 з 5 на основі його послуг і цінового діапазону.